# Bruce Seven
Bruce Seven (4 de julho de 1946 — 15 de janeiro de 2000) foi um produtor de cinema pornográfico e diretor norte-americano. Criou 2000 filmes e é um membro do AVN Hall of Fame e do XRCO Hall of Fame.
Casou-se com a atriz pornô Bionca em 1984.
De 1984 a 1986, Seven dirigiu uma linha de vídeos para a Vivid Entertainment, caracterizando a Ginger Lynn.
No final da década de 1980, Seven ficou gravemente doente de enfisema. Recuperou-se em 1989.

## Prêmios
- 1994 - XRCO Award "Melhor Vídeo" - Takin' It to the Limit (codiretor com Bionca)[5][6]
- 2007 - Adam Film World "Lifetime Achievement Award"[7]